# Bossiaea obcordata
Bossiaea obcordata là một loài thực vật có hoa trong họ Đậu. Loài này được (Vent.) Druce miêu tả khoa học đầu tiên.